# المعهد العالي للدراسات التطبيقية في الإنسانيات بقفصة
المعهد العالي للدراسات التطبيقية في الإنسانيات بقفصة هي إحدى المؤسسات العليا التابعة لجامعة قفصة. وقد أحدث في سبتمبر 2001، وهو بذلك ثالث مؤسسة جامعية تبعث في منطقة الوسط الغربي التونسي.

## إحصائيات
طبقا لإحصائيات العام الدراسي 2007-2008 بلغ عدد طلبة المعهد : 3682 من بينهم 2737 طالبة . وهو بذلك يحتل المرتبة الثانية بعد كلية العلوم بقفصة.